# Groupe d'armées du Nord
Le Groupe d'armées du Nord, en abrégé GAN, est un groupe d'armées de l'Armée française pendant la Première Guerre mondiale.

## Historique
La mise en place du Groupe d'armées du Nord, en abrégé GAN, remonte au 4 octobre 1914. Le général Foch, adjoint au commandant en chef des armées (Joffre), en reçoit le commandement lors de sa création.
Il est tout d'abord désigné Groupe Provisoire du Nord, en abrégé GPN, puis Groupe d'armées du Nord le 13 juin 1915.
Le 6 juillet 1918, le GAN devient le Groupe d'armées du Centre.

## Commandement
- Général Foch : 4 octobre 1914 - 27 décembre 1916.
- Général Franchet d'Espèrey : 27 décembre 1916 - 10 juin 1918.
- Général Maistre : 10 juin 1918 - armistice.

## Composition

### Situation en octobre 1914
En octobre 1914, le GPN, commandé par le général Foch se compose des :
- 2e armée (général Pétain)
- 10e armée (général d'Urbal)
- Détachement d'Armée de Belgique

### Situation en juillet 1915[1]
Le 1er juillet 1915, du nord au sud, le GAN, commandé par le général Foch se compose des :
- 36e Corps d'Armée (général de division Alexis Hély d'Oissel)
- 10e armée (général d'Urbal)
- 2e armée (général Pétain)
- Dans ce groupe d'armées s'insèrent les deux armées du Corps expéditionnaire britannique (généraux Douglas Haig et Horace Smith-Dorrien) et les six divisions de l'armée belge (Lieutenant-général Wielemans).

### Situation en juillet 1916
Le 1er juillet 1916, du nord au sud, le GAN, commandé par le général Foch se compose des :
- 6e armée (général Fayolle)
- 10e armée (général Micheler)

### Situation en février 1917[1]
Le 15 février 1917, du nord au sud, le GAN, commandé par le général Franchet d'Espèrey se compose des :
- 3e armée (général Humbert)
- 1re armée (général Fayolle)